# Pokémon Link: Battle!
Pokémon Link: Battle! (ポケモンバトルトローゼ?) o Pokémon Battle Trozei! è un videogioco rompicapo per Nintendo 3DS. Sequel di Pokémon Link!, è distribuito nel marzo 2014 tramite Nintendo eShop.

## Modalità di gioco
Lo scopo del videogioco è quello di catturare 718 specie di Pokémon, alcune disponibili con le rispettive differenti forme. Sono presenti 13 differenti zone di gioco, composte da 3 o 6 livelli ciascuna. Alcuni livelli sono disponibili solamente in seguito al raggiungimento di determinati obiettivi non specificati nel corso del gioco. Diversamente delle altre zone, la Giungla Safari presenta Pokémon diversi in base al giorno della settimana.
Inizialmente si possono effettuare le catture utilizzando solamente i Pokémon presenti nell'area di gioco. Nel prosieguo del gioco sarà possibile scegliere dei Pokémon di supporto, scelti tra quelli catturati. Alcuni di questi sono dotati di speciali abilità.